# 고자 폭동
고자 폭동(일본어: コザ暴動 도자 보도[*], 영어: Koza riot)은 1970년 12월 20일 류큐 열도 미국민정부의 지배를 받고 있던 오키나와 고자시(현재의 일본 오키나와현 오키나와시)에서 일어난 폭동 사건이다.

## 개요
1945년 오키나와 전투부터 이어진 25년 동안에 걸친 미군의 오키나와 주둔에 불만이 쌓여있던 일부 오키나와현민 5,000명이 폭동을 일으키고 이를 진압하고자 류큐 열도 미군 군사경찰 700명, 류큐 경찰 500명이 출동하면서 일어난 폭력 사태이다.

## 결과
이 폭동으로 미국인 60여명이 부상을 입고 차량 80대가 전소했으며 가데나 공군기지의 건물 여러 채가 완파 또는 중파되었다.

## 같이 보기
- 미국의 오키나와 통치
- 제2차 고자 사건